# Makar Jekmaljan
Makar Jekmaljan (armeniska: Մակար Եկմալյան), född 21 januari 1856 (g.s) i Vagharsjapat, Armavir, Armenien, Osmanska riket, död 6 mars 1905 i Tiflis, Armenien, Osmanska riket, var en armenisk kompositör.